# Turdus plumbeus
Turdus plumbeus là một loài chim trong họ Turdidae.